# Tisbe gracioides
Tisbe gracioides är en kräftdjursart som först beskrevs av Georg Ossian Sars 1920.  Tisbe gracioides ingår i släktet Tisbe, och familjen Tisbidae. Arten är reproducerande i Sverige.